# Кольридж-Тейлор, Сэмюэл
Сэмюэл Кольридж-Тейлор (15 августа 1875 — 1 сентября 1912) — британский композитор, пианист и дирижёр креольского происхождения. Своё имя получил в честь поэта Сэмюэла Тейлора Кольриджа.
Родился в районе Холборн в Лондоне в семье врача Дэниэла Питера Тейлора, уроженца Британской Западной Африки (ныне Сьерра-Леоне), и Элис Мартин (1856—1953). Детство провёл в лондонском районе Кройдон. Отец покинул свою гражданскую жену до рождения сына Сэмюэла и уехал из Англии. Сэмюэл рано проявил свой музыкальный талант, выучившись в музыкальной школе играть на скрипке и пианино. В восьмилетнем возрасте впервые выступил на публике как скрипач. В 1890 году поступил в Королевский колледж музыки, в 1891 году вышел его гимн «In Thee O Lord». В 1892 году ирландский композитор Чарльз Вильерс Стэнфорд начал обучать его композиции, а в 1893 году Сэмюэл Тейлор получил стипендию. В том же году в Крейдоне он дал концерт, на котором представил свой квинтет для фортепиано, некоторые части сонаты для кларнета и несколько песен. В 1898 году сам начал преподавать в Королевском колледже музыки. В 1899 году женился на своей студентке Джесси Уэлмсли, хотя её родители были против этого брака по причине происхождения Тейлора. У супругов родились сын Гайявата (1900—1980) и дочь Аврил (1903—1998), которые также стали музыкантами.
Кольридж-Тейлор со временем получил международное признание как композитор и в то же время подчеркивал свою смешанную идентичность. Он сотрудничал с афроамериканским поэтом Полом Лоренсом Данбаром. В США он стал одним из ведущих фигур в среде афроамериканцев. В 1901 году в Вашингтоне был основан хор на 200 участников под названием «Общество Сэмюэла Кольриджа-Тейлора». В 1904, 1906 и 1910 годах выступал с концертными турне в США. В 1904 году занял должность дирижёра Генделевского общества. Одновременно много времени уделял преподавательской работе: работал как доцент Крейдонской консерватории, профессор композиции в Тринити-Колледже музыки и в Гилдхоллской школе музыки и драмы. Скончался в возрасте 37 лет от воспаления лёгких.